# ژاک لونیس
ژاک لونیس (فرانسوی: Jacques Lunis‎; ۲۷ مهٔ ۱۹۲۳ – ۲ نوامبر ۲۰۰۸) دونده اهل فرانسه بود.